# Praia de Cidreira
A Praia de Cidreira é um dos balneários que compõem a orla marítima do município de Cidreira, no estado do Rio Grande do Sul. Tem farol centenário, de importância naval da região.
O mar normalmente encontra-se com água de cor achocolatada em razão do vento nordestão que predomina no litoral gaúcho.O maior atrativo é a Lagoa da Fortaleza com profundidade média de 2,5 m, com água cristalina e potável,  fornecida à população pela concessionária dos serviços, sendo muito utilizada em época de veraneio para passeios de Jet e lanchas. Não é mais piscosa devido a pequena barragem construída próximo à divisa entre Cidreira e Tramandaí, feita pela fornecedora de água do município, que impediu definitivamente a piracema e serve apenas para manter seu nível constante. Entre as lagoas Fortaleza, Manoel Nunes e Gentil, existe a famosa trilha do TUIA onde veículos tracionados percorrem o difícil trajeto até chegar em Nova Tramandai.